# Вересень 2003
Вересень 2003 — дев'ятий місяць 2003 року, що розпочався у понеділок 1 вересня та закінчився у вівторок 30 вересня.

## Події
- 5 вересня — Девід Блейн розпочинає новий трюк: він буде перебувати у закритій капсулі на глибині 30 футів (~ 9 метрів 14 сантиметрів) під Тауерським мостом без їжі протягом 44 днів.
- 27 вересня — Чуйський землетрус на Алтаї.